# کفرمید
کفرمید (به عربی: کفرمید) یک روستا در سوریه است که در ناحیه محمبل واقع شده‌است. کفرمید ۵۹۳ نفر جمعیت دارد.